# جامعة روان
جامعة روان (بالفرنسية: Université de Rouen Normandie) هي جامعة بحثية عامة في جلاسبورو، نيو جيرسي، ولها حرم جامعي طبي في ستراتفورد، نيو جيرسي، وحرم جامعي طبي وأكاديمي في كامدن ، نيو جيرسي. أُسِّسَت الجامعة عام 1923 باسم مدرسة جلاسبورو العادية على مساحة 25 أكر (10 ها) موقع تبرع به 107 ساكن.
اعتبارًا من عام 2018، تضم الجامعة 12 كلية ومدرسة بالإضافة إلى قسم التعلم والشراكات العالمية، الذي يدير برنامج الدراسات العليا والتعلم عبر الإنترنت والبرامج التعليمية الإبداعية الأخرى. يبلغ إجمالي عدد الطلاب الملتحقين بالجامعة (البكالوريوس والدراسات العليا والدراسات المهنية) ما يقرب من 18,560 طالبًا. يقدم روان 74 درجة بكالوريوس، و 51 درجة ماجستير، وأربع درجات دكتوراه، ودرجتين مهنيتين، وسبع شهادات جامعية، و 38 شهادة ما بعد البكالوريا.

## التاريخ
في أوائل القرن العشرين، كان هناك نقص في المعلمين المدربين تدريباً كافياً في ولاية نيو جيرسي. تقرر بناء مدرسة عادية لمدة عامين في الجزء الجنوبي من الولاية لمواجهة هذا الاتجاه. من بين المدن المرشحة، أصبح جلاسبورو هو الموقع نظرًا لسهولة وصوله إلى سكة حديد الركاب بالإضافة إلى عرضه للتبرع بـ 25 أكر (100,000 م2) من الأراضي للدولة لبناء المدرسة العادية. رفع سكان البلدة سعر شراء العقار لعام 1917 (7000 دولار في ذلك الوقت) واستخدموا لشراء قطعة أرض تخص عائلة ويتني، التي كانت تمتلك مصانع الزجاج المحلية خلال القرن التاسع عشر.
في عام 1923 افتتحت مدرسة جلاسبورو للمعلمين، ووصلت فصل من 236 طالبة إلى محطة القطار أمام قاعة بونس. مع تطور تدريب المعلمين، أصبحت المدرسة برنامجًا مدته أربع سنوات في عام 1934. في عام 1937، غُيِّر اسم المدرسة إلى كلية نيو جيرسي ستيت للمعلمين في جلاسبورو وأصبحت مختلطة بعد ذلك بوقت قصير.
كانت الكلية واحدة من أولى الكليات في البلاد التي بدأت برامج للمعلمين لصعوبات القراءة والعلاج الطبيعي في عامي 1935 و 1944 على التوالي. بدأت ولاية جلاسبورو في تطوير سمعتها كشركة رائدة في التعليم الخاص. بعد عدة سنوات وعودة الجنود من الحرب العالمية الثانية، تمكنت الكلية من توسيع نطاق الالتحاق بها من أدنى مستوى في زمن الحرب بلغ 170 في عام 1943 إلى توسيع العديد من الحرم الجامعي والبرامج الأكاديمية الإضافية على مدار الخمسة عشر عامًا القادمة وأصبحت كلية جلاسبورو الحكومية في 1958.

### قمة هوليبوش
انعقد مؤتمر قمة غلاسبورو للحرب الباردة بين الرئيس الأمريكي ليندون جونسون ورئيس الوزراء السوفيتي أليكسي كوسيجين في الفترة من 23 إلى 25 يونيو 1967 في قصر هوليبوش في حرم كلية جلاسبورو الحكومية آنذاك. تم اختيار الكلية بسبب موقعها على مسافة متساوية بين مدينة نيويورك، حيث كان كوسيجين يلقي خطابًا في الأمم المتحدة وواشنطن العاصمة.
أُعطي رئيس الكلية آنذاك الدكتور توماس إي روبنسون إشعارًا قبل 16 ساعة فقط بقرار عقد القمة في GSC ، وعلى الرغم من عدم وجود إشعار مسبق، فقد حول منزله في الحرم الجامعي إلى موقع آمن لـ قادة القوى العظمى في العالم.

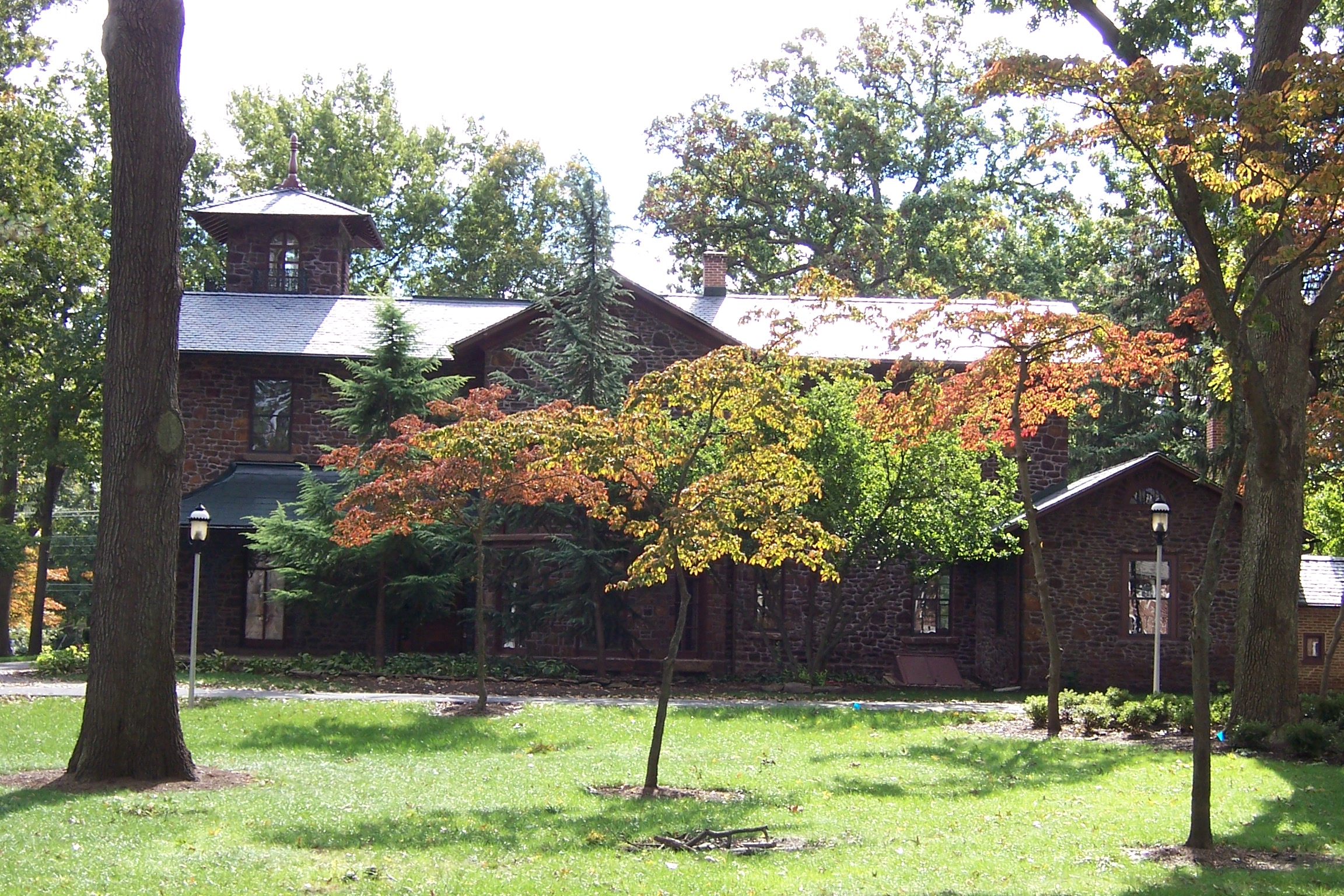
قصر هوليبوش ، موقع مؤتمر قمة جلاسبورو

### بعد القمة
كان الحرم الجامعي هادئًا نسبيًا خلال العقد التالي. ومع ذلك، فقد تضمنت أول حفلة موسيقية لفرقة هارد روك بلاك ساباث في 30 أكتوبر 1970. حدثت احتجاجات طلابية سلمية أثناء حرب فيتنام كما حدث في الجامعات الأخرى، لكنها لم تطالب الكلية بإغلاق الحرم الجامعي.
أصدرت الكلية أخبارًا وطنية بعد حدث سنوي، Spring Weekend ، في عام 1986، بسبب أجواء احتفالية صاخبة في المقام الأول خارج الحرم الجامعي حول منازل Beau Rivage ومجمع التقاطعات السكني حيث تم استدعاء الشرطة من عدة بلديات لتفريق الحفلات. أدى هذا الحدث إلى تصنيف جامعة غلاسبورو على أنها مدرسة الحزب رقم 28 في الدولة في عدد يناير 1987 من مجلة بلاي بوي. من قبيل الصدفة، في القسم اليوناني من نفس العدد من بلاي بوي، تم تسمية فصل Epsilon Eta من Zeta Beta Tau أيضًا كأحد منافسات Animal House.
على الرغم من أن عطلة نهاية الأسبوع الربيعية المليئة بالكحول تم إلغاؤها من قبل الرئيس آنذاك هيرمان جيمس (استمرت نسخة غير كحولية لعدة سنوات)، ظلت كلية غلاسبورو ستيت معروفة بثقافتها الحزبية. ومع ذلك، في عام 1988، بدأت واحدة من أكبر الحملات القمعية في تاريخ المدرسة. نتيجة لوفاة الطالب الجديد جيمس كالاهان بالشرب في جامعة روتجرز في نيو برونزويك، قرر هيرمان جيمس جعل GSC مثالًا يحتذى به لبقية الكليات والجامعات الحكومية. دعا لجنة مراقبة المشروبات الكحولية في نيو جيرسي (ABC) إلى المدرسة. بدأ بإغلاق الحفلات خارج الحرم الجامعي ووضع عملاء سريين في مؤسسات الخمور المحلية. دفع هذا مورتون داوني جونيور، الذي كان مقره في سيكوكوس بولاية نيوجيرسي، وكان يتمتع بشعبية كبيرة في ذلك الوقت، للقيام بعرض غير متلفز يركز على سن الشرب والحجة الكلاسيكية القائلة بأن طفلًا يبلغ من العمر ثمانية عشر عامًا يمكن أن يذهب إلى الحرب يموتون من أجل بلدهم. ومع ذلك، لا يمكنهم قانونيا شراء واستهلاك الجعة. في العام التالي، لم تعد ABC، وعادت الأجواء الاحتفالية التي اشتهرت بها كلية غلاسبورو بجدية واستمرت في التسعينيات وأوائل القرن الحادي والعشرين.[بحاجة لمصدر]

### حالة الجامعة
في عام 1992، أشرف الرئيس الدكتور هيرمان جيمس على تطوير كلية جلاسبورو الحكومية لتصبح فيما بعد جامعة روان. جاء هذا التحول بسبب ما كان آنذاك أكبر هدية فردية لكلية عامة أو جامعة في التاريخ. روان ، الابن، خريج معهد ماساتشوستس للتكنولوجيا في عام 1947، وتبرعت زوجته بمبلغ 100 مليون دولار للكلية، والتي غيرت اسمها لاحقًا إلى كلية روان في نيوجيرسي تكريما له. نصت الهدية على أن تفتتح الكلية كلية الهندسة وسمحت للكلية بتوسيع عروض الدورات والمناهج الدراسية لدرجة أنها أصبحت جامعة كاملة، وحصلت على هذا الوضع في عام 1997. تم منح هذه الحالة من قبل ولاية نيو جيرسي بناءً على برنامج درجة الدكتوراه بجامعة روان، Ed.D. في القيادة التربوية، وبرامج الماجستير العديدة في التعليم والأعمال.
بعد تقاعد الدكتور جيمس كرئيس في عام 1998، تم اختيار الدكتور دونالد فاريش خلفًا له وبدأ في التوسع في حرم جلاسبورو، وافتتح قاعة العلوم الحديثة في عام 2003 ومبنى لإيواء كلية التربية في 2005. بالإضافة إلى ذلك، أدت عمليات الاستحواذ خلال بداية فترة فاريش كرئيس إلى تطوير قطعة أرض على حدود طريق الولايات المتحدة 322 وطريق الولاية 55 باسم الحرم الغربي.
لوحظ أن رئاسة دونالد ج.فاريش استمرت في قمع ثقافة الحفلات في الجامعة والتي تراجعت جنبًا إلى جنب مع ارتفاع درجات SAT وترتيب الصف بين فصول الطلاب الجدد. بدأت الحملة على ثقافة الحفلات بشكل جدي في عام 2002 مع الحظر الرسمي لاستخدام البراميل من قبل منظمات الرسائل اليونانية. في عام 2006، أدين اثنان من طلاب جامعة روان بتهمة تقديم الكحول للقصر، في حفلة خارج الحرم الجامعي أسفرت عن وفاة رجل يبلغ من العمر 16 عامًا مع وعد روان بمتابعة العقوبات الخاصة به.

#### الحرم الغربي
في 20 مارس 2006، أعلن الرئيس فاريش عن مشروع مشترك بين الجامعة ودوري كرة القدم الرئيسي (MLS) لبناء مجمع رياضي جديد قائم على حوالي 20000 مقعدًا مخصصًا لكرة القدم على أرض يملكها الحرم الجامعي عند تقاطع طريق 322 الأمريكي. والطريق 55 . كان من المقرر أن يكتمل الملعب في بداية موسم الدوري الأمريكي لكرة القدم 2009. لسوء الحظ، أدت مشاكل ميزانية عام 2006 في نيوجيرسي إلى التخفيضات، بما في ذلك تمويل ترقيات البنية التحتية المطلوبة للتعامل مع حركة المرور المتزايدة التي كان من الممكن أن تأتي مع فريق MLS. فشلت الخطة وتم نقل مشروع الاستاد إلى تشيستر القريبة ، بنسلفانيا.
يحتوي الجزء الشمالي من توسعة West Campus حاليًا على South Jersey Technology Park بالإضافة إلى مساحة للتوسع المستقبلي؛ سوف يستوعب الجزء الجنوبي من توسعة الحرم الغربي كلاً من المرافق الأكاديمية والرياضية. افتتحت الجامعة في عام 2015 موقعًا بمساحة 17.5 فدانًا على الجانب الآخر من متنزه ساوث جيرسي التكنولوجي في جامعة روان مع مجالات تدريب لكرة القدم وكرة القدم والهوكي واللاكروس. سيتم توفير النقل بين الحرمين الجامعيين مع خدمة نقل مكوكية ومسارات دراجات محسنة، بالإضافة إلى تحسينات على الطريق 322 نفسه.
في موقع شاسع مجاور لملاعب West Campus ، بدأت إنسبيرا العمل في مجمع للمراكز الطبية تقدر قيمته بنحو 350 مليون دولار. افتتحت شركة الرعاية الصحية حجر الأساس في 24 مايو 2017 في منشأة تبلغ مساحتها 204 سريرًا وتبلغ مساحتها 467000 قدم مربع ومن المتوقع افتتاحها في سبتمبر 2019.

#### حديقة جنوب جيرسي للتكنولوجيا
بدأت جامعة روان حجر الأساس لإنشاء حديقة ساوث جيرسي التكنولوجية (SJTP) في 10 أبريل 2006. منحت هيئة التنمية الاقتصادية لنيوجيرسي (NJEDA) جامعة روان 5.8 مليون دولار إلى جانب 1.5 مليون دولار من لجنة نيوجيرسي للعلوم والتكنولوجيا ومليون دولار من صمويل إتش جونز ومليون دولار من روان نفسها. من المقرر أن يكون SJTP 188 أكر (76 ها) الموقع الذي سيكون بمثابة مؤسسة لشركات العلوم والتكنولوجيا وكذلك الأكاديميين. من المخطط أن يكون هناك 25 مبنى لتوفير أسعار تنافسية، وتسهيلات من الدرجة «أ» لأصحاب المشاريع الناشئة والشركات الناشئة والشركات القائمة. تم تأسيس SJTP كمؤسسة غير ربحية مع مجلس إدارتها الخاص. تم تأجير المبنى الأول، وهو مركز صموئيل إتش جونز للابتكار، بالكامل وستساعد العائدات في بناء مبنى ثانٍ.
تخرجت سوشيال ريش، أول شركة محتضنة في Tech Park ، بنجاح في مكاتبها الخاصة في فيلادلفيا.
سيكون المبنى الثاني المخطط له حوالي 66,000 قدم مربع (6,100 م2) مقسمة بين مختبرات البحث والتكنولوجيا والمكاتب.

#### جرائم الحرم الجامعي
في 12 أغسطس / آب 1996، قُتلت سيندي ناناي البالغة من العمر 22 عامًا برصاصة قاتلة خارج قاعة بوزورث على يد صديقها المنفصل عنه، والذي قتل نفسه بعد ذلك. كان ناني خائفًا جدًا من سكوت لونابو، 27 عامًا، لدرجة أنه عندما وصل إلى الحرم الجامعي لرؤيتها، طلبت من أصدقائها مرافقتها إلى ساحة انتظار السيارات، حسبما قال مكتب المدعي العام في مقاطعة غلوستر. بينما كان أصدقاؤها ينظرون، أطلق السيد لونابو النار على السيدة ناناي مرتين ببندقية ثم أطلق النار على رأسه، كما قال المدعون. كلاهما مات في مكان الحادث.
بعد أحد عشر عامًا، في عام 2007، قُتل طالب آخر في الحرم الجامعي. تعرض الطفل الصغير دونالد فاريل، 19 عامًا، للسرقة والضرب حتى الموت من قبل مهاجمين مجهولين أثناء سيره خلف مهجع ثالوث. تم تقديم مكافأة قدرها 100000 دولار للحصول على معلومات تؤدي إلى اعتقال واعتقال وإدانة المهاجمين. في محاولة للعثور على مهاجمي فاريل، بثت محطات التلفزيون في فيلادلفيا ونيوجيرسي ومدينة نيويورك تقارير عن جريمة القتل، وعرضت أكثر من المطلوبين في أمريكا مقاطع عن الحادث مرتين.
بعد مقتل فاريل، تم اتخاذ مبادرة أمنية جديدة في الحرم الجامعي، بدءًا من خطة من 14 نقطة اقترحها الرئيس فاريش. تضمنت الخطة تعيين موظفين أمنيين إضافيين، وإضافة المزيد من ضباط الشرطة المدربين تدريباً كاملاً، وبدء برنامج دورية للطلاب، وتوسيع برنامج Safe Walk and Ride ، وتحسين الإضاءة في الحرم الجامعي وحوله، وتركيب كاميرات CCTV ، وتغيير التغطية الأمنية والشرطة من من 8 ساعات إلى 12 ساعة.

### مدرسة كوبر الطبية
تم الإعلان في 26 يونيو 2009، أن روان ستشارك مع مستشفى جامعة كوبر لإنشاء مدرسة طبية جديدة مدتها أربع سنوات للإقامة في برودواي في كامدن. تم اختيار روان من قبل الحاكم جون كورزين لإيواء كلية الطب الجديدة في المقام الأول لأن جامعة الطب وطب الأسنان في نيوجيرسي (UMDNJ) لم تكن في وضع مالي لتمويل إنشاء المدرسة، التي أصدر روان سندات لها بقيمة 100 مليون دولار.
لن تتطلب المدرسة الجديدة أي تمويل جديد حيث سيتم تحويل 28 مليون دولار من كلية الطب UMDNJ روبرت وود جونسون، والتي لن تكون مرتبطة بمستشفى جامعة كوبر بعد افتتاح كلية كوبر الطبية. افتتحت كلية كوبر للطب بجامعة روان عام 2012 بدخول فصل مكون من 50 طالبًا، وكانت المدرسة الطبية الوحيدة في الولاية غير المنتسبة إلى UMDNJ قبل إغلاقها. كانت أول كلية طب جديدة في نيو جيرسي منذ 30 عامًا على الأقل.
حصلت كلية كوبر الطبية بجامعة روان على الاعتماد الأولي من قبل لجنة الاتصال للتعليم الطبي في 10 يونيو 2011.

### قانون إعادة هيكلة تعليم العلوم الطبية والصحية
في يناير 2012، اقترحت لجنة استشارية حكومية خطة  لدمج روان مع حرم كامدن بجامعة روتجرز (والذي كان من الممكن فصله عن روتجرز) تحت اسم روان. عارض المشروع مجالس إدارة روتجرز وأعضاء هيئة التدريس والطلاب والخريجين وآخرين في الولاية. رفض التشريع الذي تم تمريره في يونيو 2012 فكرة الدمج، على الرغم من أنها تضمنت أحكامًا للتعاون الفضفاض بين روان وروتجرز كامدن يقتصر على البحث والتدريس في العلوم الصحية. هذا التشريع، «قانون إعادة هيكلة تعليم العلوم الطبية والصحية لنيوجيرسي» (A3102 & S2063)، أدخل العديد من التغييرات الأساسية على روان:
- تم منح جامعة روان مكانة جامعة الأبحاث ومنحت زيادة التمويل الحكومي.[38]
- حصلت جامعة روان على كلية طب تقويم العظام بجامعة الطب وطب الأسنان (UMDNJ) في ستراتفورد. انضم روان إلى جامعة ولاية ميشيغان باعتبارها المؤسسات الوحيدة في الدولة التي تدير كلاً من كلية الطب DO و MD. وشمل الاستحواذ أيضًا كلية الدراسات العليا للعلوم الطبية الحيوية (GSBS).
- تم إنشاء مجلس إدارة مشترك بين روان / روتجرز-كامدن للإشراف على تطوير وتشغيل البرامج التعاونية في العلوم الصحية.[39]

## أكاديميون

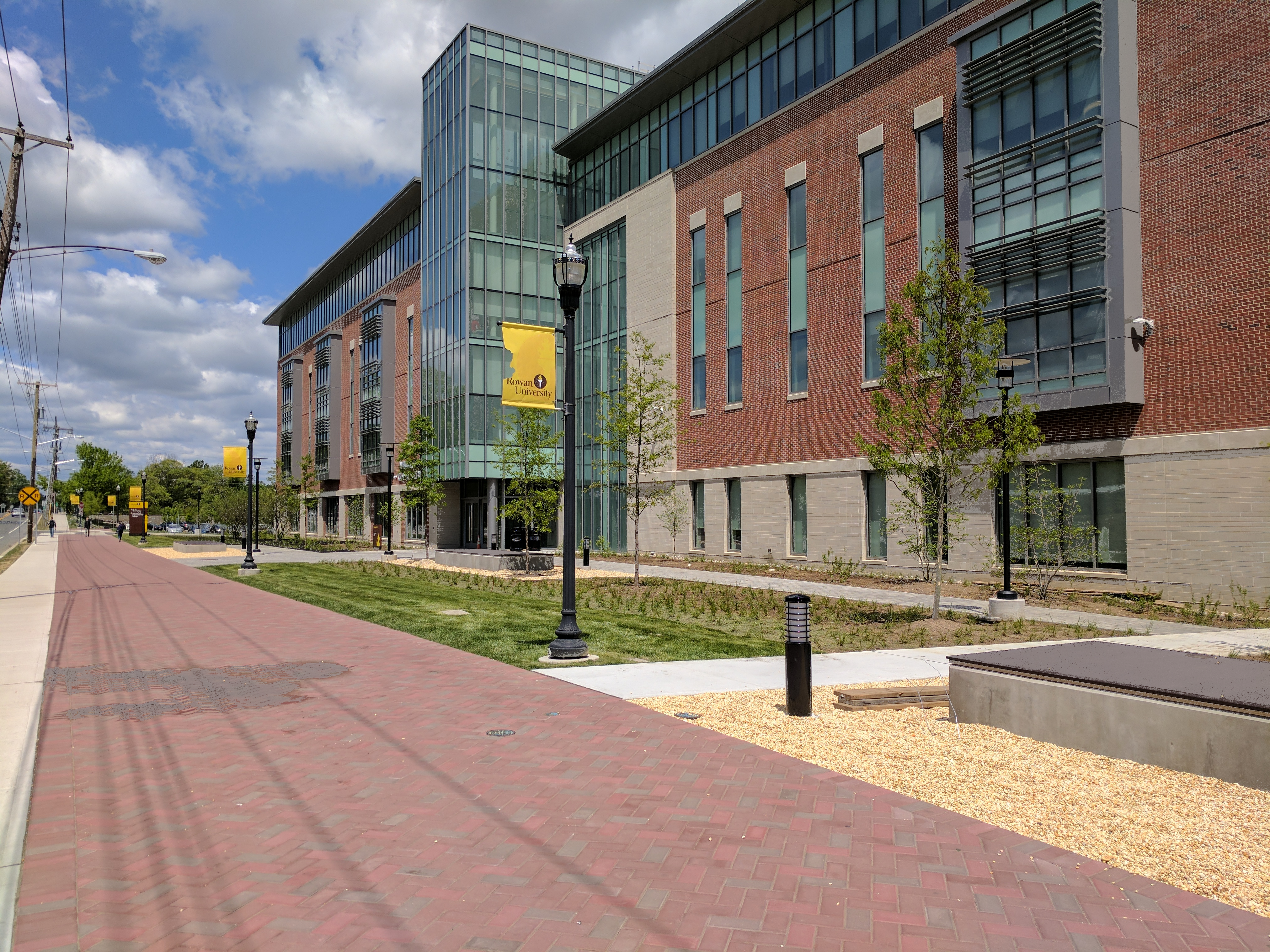
قاعة الأعمال - مقر كلية روهرر للأعمال

تنقسم الجامعة حاليًا إلى ثلاث عشرة وحدة: كلية الاتصالات والفنون الإبداعية، كلية التربية، كلية هنري إم روان للهندسة، كلية العلوم الصحية، كلية العلوم الإنسانية والاجتماعية، كلية الفنون المسرحية، كلية روهرر للأعمال، كلية العلوم والرياضيات، التعلم العالمي والشراكات، كلية العلوم الطبية الحيوية والمهن الصحية، كلية الدراسات العليا للعلوم الطبية الحيوية، كلية طب تقويم العظام، وكلية كوبر الطبية بجامعة روان . أصبح عازف الأرغن الموسيقي البارز غوردون ترك أستاذاً لتعليم الأعضاء في جامعة روان في عام 2013.

### التسجيل
يُظهر التسجيل في روان من فصل الخريف لعام 2017 15401 طالبًا جامعيًا و 2045 طالب دراسات عليا من 38 ولاية و 34 دولة. معدل القبول الإجمالي هو 53.0٪. حصل الطلاب الجامعيين الذين قدموا إحصاءات لمجموعة بيانات في عام 2017 على درجات 530 في النسبة المئوية 25 و 630 في النسبة المئوية 75 في القراءة الحرجة لـ SAT و 510 في النسبة المئوية 25 و 620 عند النسبة المئوية 75 لـ SAT Math. اعتبارًا من خريف عام 2016، كان متوسط المعدل التراكمي المقبول 3.46.

#### تصنيفات مؤشر الحراك الاجتماعي
احتل روان المرتبة الثانية   المدرسة في الولايات المتحدة حسب تصنيفات الكليات في مؤشر التنقل الاجتماعي.

#### تصنيفات أخبار الولايات المتحدة
تصنيفات أفضل الكليات (2020):
- الجامعات الوطنية: 166 (ربطة عنق)؛
- أفضل المدارس العامة (وطنية): 78 (تعادل)؛
- برامج الهندسة الجامعية (في حالة عدم تقديم الدكتوراه): 21 (ربطة عنق).
- البكالوريوس في الهندسة الكهربائية (حيث لا يتم تقديم الدكتوراه): 15 (ربطة عنق)

أفضل تصنيفات لمدرسة الخريجين (2019):
- الطب: الرعاية الأولية 91-120 ؛
- التعليم: 195-258 ؛
- تمريض (ماجستير): 176 (ربطة عنق).

أعلى تصنيفات البرامج عبر الإنترنت (2019):
- برامج الدراسات العليا في الهندسة 72-94 ؛
- برامج ماجستير إدارة الأعمال 131 (ربطة عنق)؛
- برامج تعليم الخريجين 186 (ربطة عنق)؛
- برامج البكالوريوس 264-348.

## الألعاب الرياضية

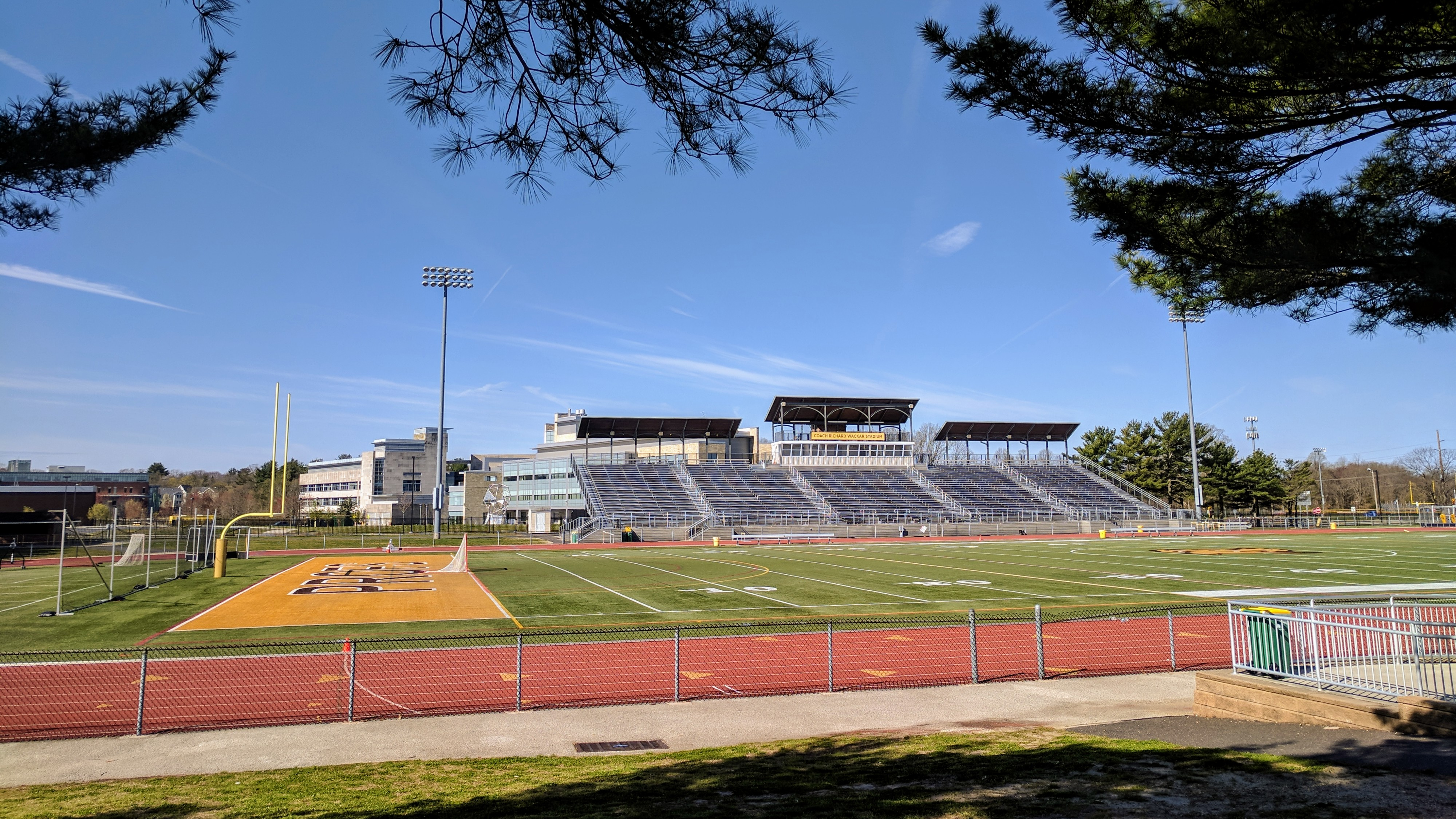
ميدان ملعب المدرب ريتشارد واكار بجامعة روان.

تضم جامعة روان 18 فريقًا رياضيًا (8 رجال و 10 سيدات). تلعب فرق كرة القدم، والهوكي الميداني، ولاكروس للسيدات، وألعاب المضمار والميدان، في ملعب المدرب ريتشارد واكار في ملعب جون بيج فيلد، وتلعب فرق كرة السلة والكرة الطائرة والسباحة والغوص في صالة إسبجورنسون للألعاب الرياضية (المرفقة بمركز REC)، وجميع الفرق الأخرى تلعب الفرق في ملاعبها الخاصة حول الحرم الجامعي. تم تصميم فرق روان على أنها الأساتذة (اختصار للأساتذة، إشارة إلى تاريخ المدرسة باعتبارها كلية تدريس)، والتميمة الحالية تسمى «وهوو رو». روان لديها أيضًا فرق نوادي للرماية بالرقص والرقص والبيسبول وكرة السلة للرجال والسيدات والتشجيع وطاقم (التجديف) وركوب الدراجات والرقص والفروسية والمبارزة والهوكي الميداني وصيد الأسماك والجولف وهوكي الجليد للرجال والنساء والكاراتيه والرجال والفتيان. لاكروس للسيدات، فنون الدفاع عن النفس المختلطة (MMA)، في الهواء الطلق، كرات الطلاء، رفع الأثقال، الكويدتش، كرة المضرب، تسلق الصخور، الهوكي الدوارة، الرجبي الرجبي والسيدات، التزلج على الألواح، التزلج والتزحلق على الجليد، كرة القدم للرجال والنساء، الكرة اللينة، هوكي الشوارع، السباحة، الطاولة التنس، التنس، الفريسبي النهائي ، الكرة الطائرة للرجال والسيدات ، والمصارعة.
عضو في NCAA في القسم الثالث ، حققت الفرق الرياضية في جامعة روان نجاحًا معتدلًا على المستوى الوطني. يتنافس فريق Profs لكرة القدم بانتظام على اللقب الوطني ، بعد أن ذهب إلى Amos Alonzo Stagg Bowl خمس مرات (1999، 1998، 1996، 1995، 1993) والدور قبل النهائي في 1992 و 1997 و 2001 و 2004 و 2005. فاز فريق الهوكي الميداني للسيدات بالبطولة الوطنية في عام 2002 وحقق موسمًا مثاليًا من 21 فوزًا ولم يخسر. حقق فريق كرة السلة للرجال بطولة دوري الدرجة الثالثة الوطنية 12 مرة ، وفاز باللقب الوطني عام 1996. حقق فريق كرة القدم للرجال بطولة NCAA Division III الوطنية 24 مرة ، مما أدى إلى سبع رحلات إلى الدور نصف النهائي الوطني. فازت كرة القدم للرجال روان بالألقاب الوطنية في كل من 1981 و 1990، واحتلت المركز الثاني في 1979 و 2000، والثالثة في 1980 و 1985 و 1998. استضاف روان بطولة دوري الدرجة الثالثة الوطنية للبطولة النهائية الرابعة لكرة القدم للرجال في عام 2000 ولاكروس للسيدات في عام 2002. فاز فريق البيسبول بالبطولة الوطنية للقسم الثالث في عامي 1978 و 1979 أثناء ظهوره في بطولة NCAA Division III World Series في عامي 2004 و 2005. يتنافس الأساتذة في مؤتمر نيو جيرسي الرياضي .

## الحياة الطلابية

### مركزالطالب

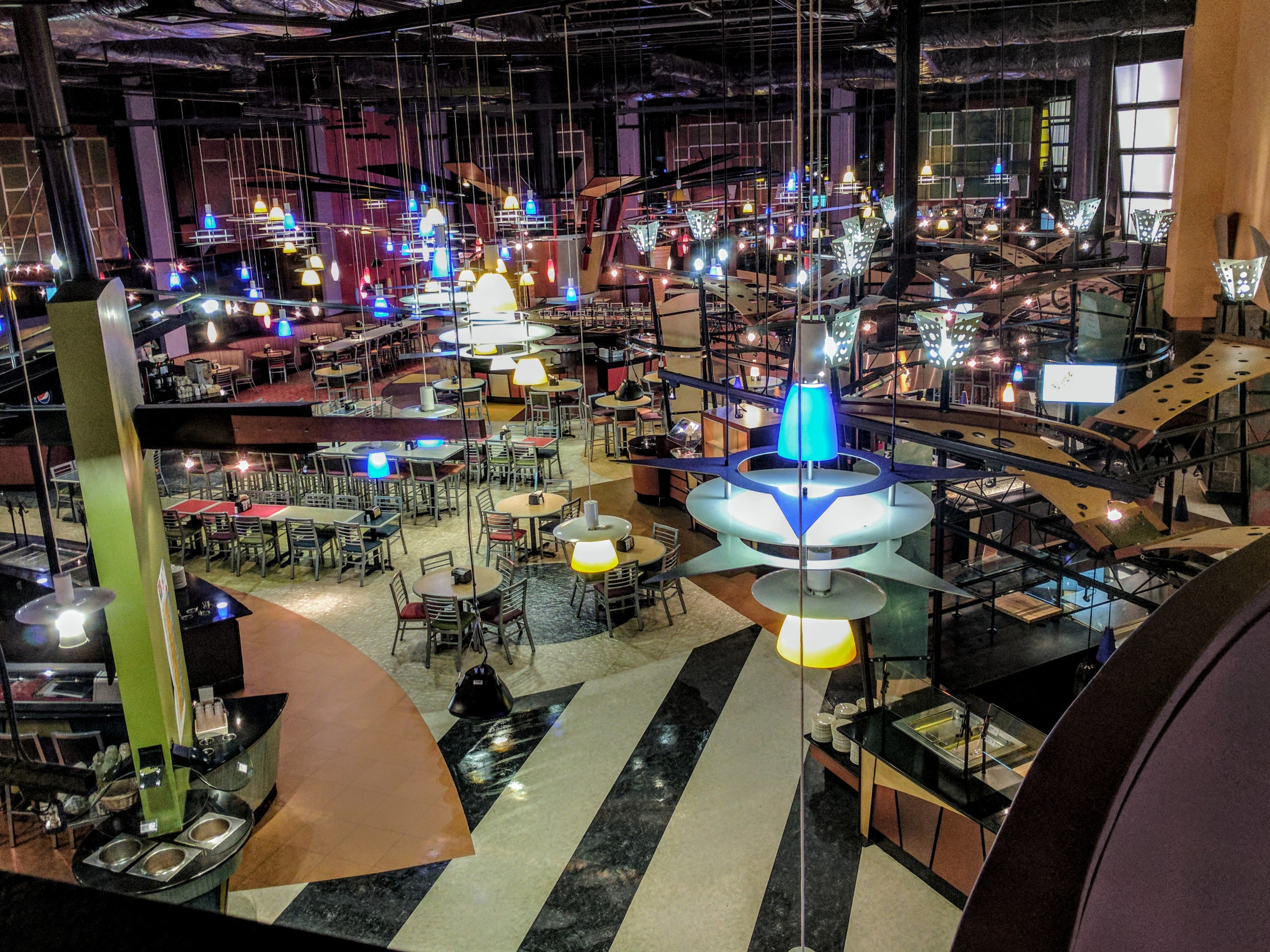
إلقاء نظرة على كافيتيريا في مركز الطلاب قبل التجديد في 2018

يعد مركز طلاب تشامبرلين هو الموقع الرئيسي لتناول الطعام في الحرم الجامعي. تشمل خيارات تناول الطعام مطعم Owl's Nest و Peet's Coffee و Grill Nation و Jersey Mike's و Freshens و Sono و Crust و Chef Jet و Smoked و Breakfast & Co. و Bowl Life و Pop Up ومتجر RoGo. يتميز مركز الطلاب أيضًا بغرفة ألعاب حيث يمكن للطلاب لعب البلياردو وألعاب الأركيد مثل كرة التزلج وكرة الطاولة والهوكي الهوائي . كما أنها موطن لجمعية الحكومة الطلابية وخدمات المؤتمرات والفعاليات ومكتب الشؤون اليونانية والأنشطة الطلابية وغرفة البريد ومكتب المعلومات. يحصل الطلاب والموظفون أيضًا على معرف RowanCard الخاص بهم هنا.

### وسائل الإعلام
هناك ثلاثة منشورات أساسية في حرم روان ، The Whit و Venue و Avant. The Whit هو بصيغة الصحف الكلاسيكية ويتم نشره أسبوعيًا ما عدا أثناء الامتحانات. Venue هو إصدار أكثر «بديل» غير خاضع للرقابة ويركز على آراء الحرم الجامعي والفكاهة. تأسست Venue في البداية في عام 1968، وكانت مطبوعة سياسية للغاية لم تغير شكلها إلا لاحقًا. يطبع Venue أربع أعداد سنويًا بالألوان الكاملة ويديرها الطلاب بالكامل. Avant هي مجلة أدبية يقودها الطلاب تجمع قصائد الطلاب وقصصهم القصيرة وصورهم وأعمالهم الفنية. تنشر Avant إصدارات الخريف والربيع كل عام.
بالإضافة إلى المطبوعات ، تمتلك روان أيضًا محطة إذاعية حائزة على جوائز  ، راديو روان 89.7 WGLS-FM ، والتي بدأت في عام 1964 بميزانية قدرها 6000 دولار. بالإضافة إلى ذلك ، فإن شبكة تلفزيون روان (RTN) هي محطة تلفزيونية دائرة مغلقة يديرها الطلاب توفر محتوى على مدار 24 ساعة لطلاب جامعة روان. تتكون قناة RTN حاليًا من 11 برنامجًا تلفزيونيًا من إنتاج الطلاب ، والعديد من البرامج الرياضية ذات الصلة ، وتغطية الأحداث الموضوعية التي تحدث في الحرم الجامعي.

### الإسكان

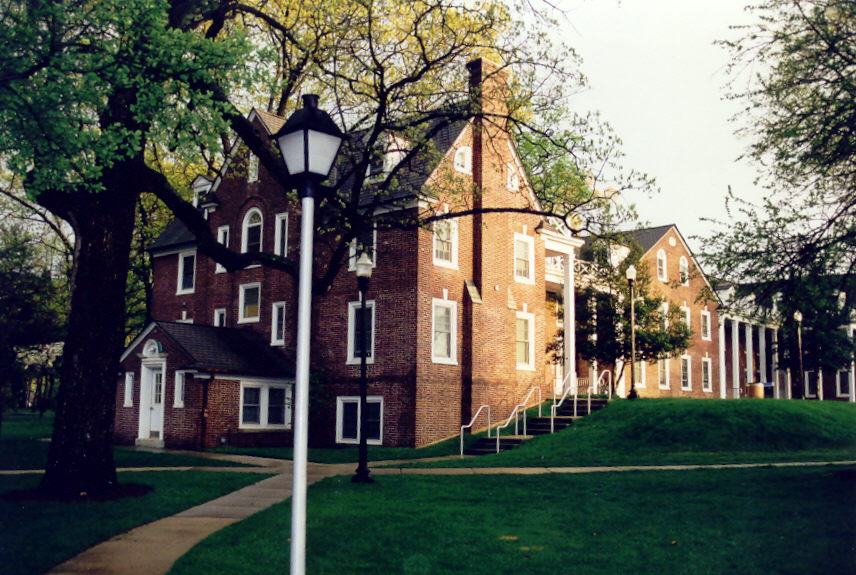
اوك هول

يوفر روان السكن لأكثر من 6500 طالب في 13 مجمع سكني مملوك للجامعة و 5 وحدات سكنية تابعة. يمكن للطلاب الاختيار بين القاعات أو الشقق أو منازل التاون هاوس. يُطلب من الطلاب المتفرغين وغير المتنقلين العيش في الحرم الجامعي حتى الانتهاء من السنة الثانية ، وبالتالي يتم ضمان السكن داخل الحرم الجامعي خلال هذا الوقت. بعد ذلك ، يجب على الطلاب الدخول في يانصيب الإسكان.
مع النمو المستمر للجامعة ، وصل السكن في حرم جامعة جلاسبورو الرئيسي لروان إلى طاقته الاستيعابية. لمواجهة ذلك ، تقدم الجامعة حوافز لطلاب السنة الأولى الذين يتطوعون للعيش في وحدات ثلاثية (ثلاثة طلاب في غرفة نوم عادية لشخصين). تشمل الحوافز 1000 دولار أمريكي للإسكان / العام الدراسي ، وإسكان صيفي مجاني ، وثلاجة / ميكروويف داخل الغرفة مجانًا. اعتبارًا من أواخر عام 2015، كان برنامج التضاعف الثلاثي ناجحًا للغاية في اكتساب الاشتراكات الطوعية. بالإضافة إلى البرنامج الثلاثي ، انتقلت الجامعة لبناء مساكن جديدة بقوة.
تمثل جمعية واجهة السكن التي يديرها الطلاب الذين يعيشون في الحرم الجامعي. جمعية سكن الطلاب (RHA) هي منظمة تم تشكيلها لتمثيل مصالح الطلاب المقيمين والعمل على تحسين نوعية الحياة في الحرم الجامعي. ترتبط RHA بالرابطة الوطنية للكلية وقاعات السكن الجامعي ، Inc. (NACURH، Inc.).

#### قاعات سكن الطلاب الجدد

##### قاعة ميموزا
تم تشييد قاعة ميموزا في عام 1967 وتقع في وسط الحرم الجامعي بجوار مركز الطلاب. يحتوي هذا المبنى المكون من 4 طوابق على غرف على طراز الأجنحة تتكون من 2-3 غرف نوم مع حمام مشترك. تضم القاعة 310 طالبًا ، من بينهم مدير مقيم واحد و 11 مساعدًا مقيمًا.

##### قاعة الكستناء
قاعة الكستناء عبارة عن مبنى على الطراز الاستعماري من 3 طوابق تم تشييده في عام 1984. يقع المبنى في الطرف الشمالي من الحرم الجامعي بين Holly Pointe Commons و Magniloa Hall. يضم غرف نوم مرتبة حول حمام مشترك وصالة صغيرة. يتم صيانة الحمامات المشتركة والصالات من قبل طاقم RLUH وهي مفروشة بالكامل. يستوعب المبنى 384 طالبًا ، منهم مدير مقيم و 14 مساعدًا مقيمًا.

##### قاعة الصفصاف
تم تشييد قاعة الصفصاف في عام 1984 ويقع في الطرف الشمالي من الحرم الجامعي بالقرب من Chestnut Hall و Magnolia Hall. يضم 203 طلابًا ، من بينهم مدير مقيم واحد و 6 مساعدين مقيمين. يحتوي المبنى على غرف نوم مع رواق يربطها بحمام مشترك وصالة صغيرة. لا توجد خدمات غسيل في هذا المبنى ، لذا يجب على الطلاب إحضار ملابسهم إلى مركز الطلاب.

##### قاعة ماغنوليا
ماغنوليا هول عبارة عن قاعة على الطراز الاستعماري تم بناؤها في عام 1984. يضم 201 طالبًا من بينهم 6 مساعدين مقيمين. تتكون غرف النوم من 1-3 طلاب وممر يؤدي إلى حمام مشترك وصالة يتم صيانتها من قبل موظفي RLUH. القاعة مجاورة لقاعة ويلو.

##### قاعة ايفرقرين
تقع واجهة ايفرقرين في الطرف الجنوبي من الحرم الجامعي وتم بناؤها في عام 1962. تضم القاعة 230 طالبًا موزعين على 3 طوابق. يحتوي المبنى على فناء داخلي ، ولكنه محظور على الطلاب إلا بإذن صريح من المدير المقيم. يحتوي المبنى على غرفتي نوم متصلتين بواسطة حمام خاص. يحتوي كل طابق على غرفة دراسة خاصة ، ويحتوي المبنى على صالة مكيفة ومطبخ. يعمل في المبنى 6 مساعدين مقيمين ويقع في الطرف الجنوبي من الحرم الجامعي ، بجوار قاعة موليكا.

##### قاعة موليكا
تم بناء قاعة موليكا عام 1963 وتضم 107 طلابًا ، من بينهم 3 مساعدين مقيمين ومدير مقيم. يتكون المبنى من 3 طوابق ومطبخ مشترك وصالة مكيفة. تحتوي القاعة على غرفتي نوم متصلتين بواسطة حمام خاص مشترك. القاعة بجوار واجهة ايفرقرين.

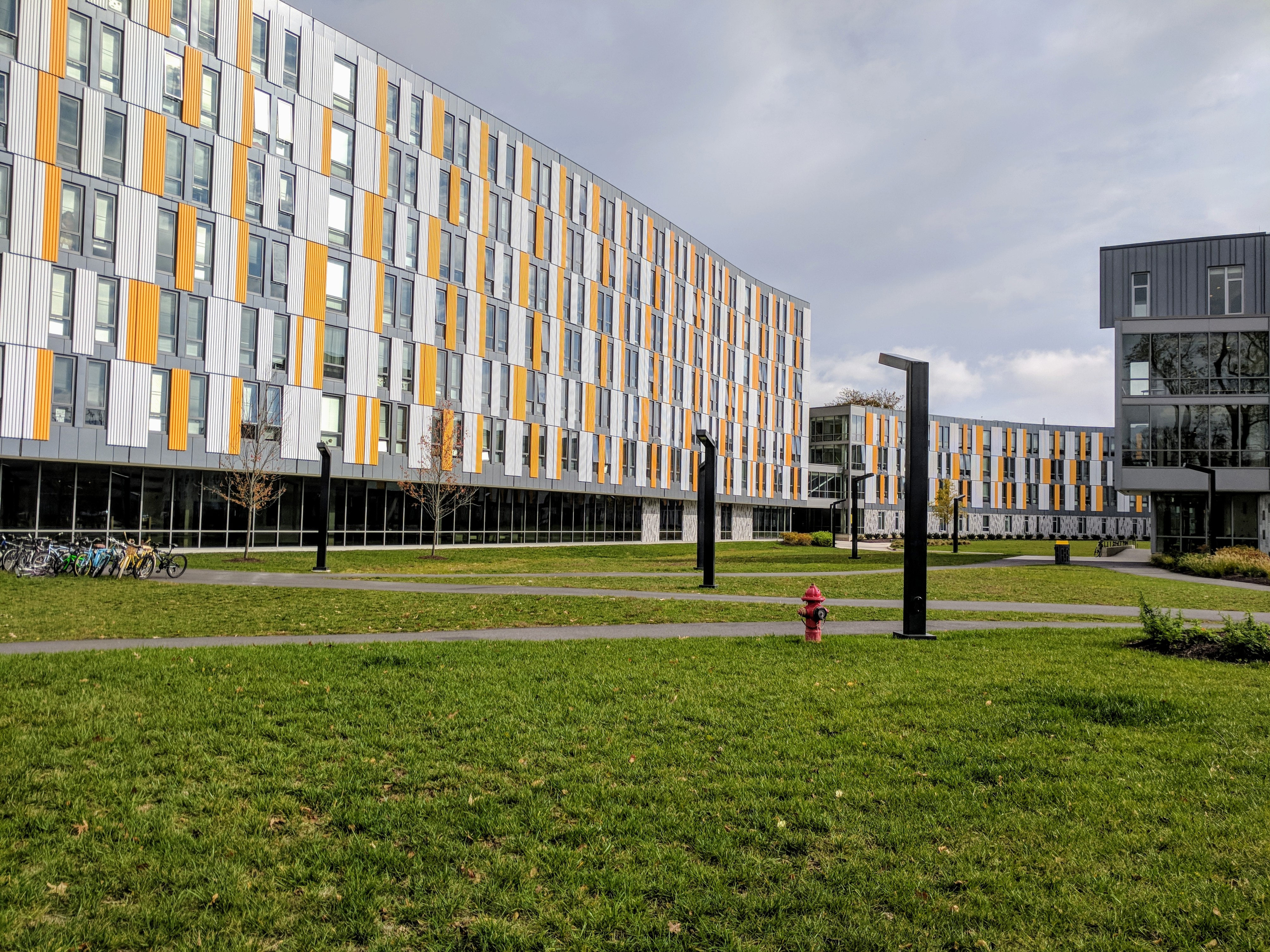
هولي بوانت كومونز

##### هولي بوانت كومونز
هولي بوانت كومونز عبارة عن مجمع سكني يضم 1415 سريرًا ويتألف من غرف نوم فردية ومزدوجة وثلاثية الإشغال. كما يضم قاعة طعام تتسع لـ 550 مقعدًا تم افتتاحها في فصل خريف 2016. تم تشييد الجزء الأطول من المجمع في الموقع السابق لشقق منتزه القصر ، ويتكون من سبعة طوابق ومتصل بمبنى من أربعة طوابق عبر ممرات علوية. إنه أول مشروع يتم إنشاؤه في إطار شراكة بين القطاعين العام والخاص في حرم روان. مع استمرار الجامعة في التوسع ، تم تقييم العديد من مواقع الإسكان المحتملة الأخرى من قبل المخططين الرئيسيين. في منتصف عام 2015، أصدرت بورو جلاسبورو طلبات للمطورين المؤهلين للأراضي القابلة للتطوير المتبقية على طول شارع روان. بالإضافة إلى ذلك ، تسعى المنطقة إلى إعادة تطوير موقع مسرح روكسي السابق في وسط مدينة جلاسبورو. وافقت جامعة روان على استئجار مساحة في هذا الموقع لكلية الفنون المسرحية وشبكة تلفزيون روان.

#### مساكن أوبر كلاس مان

##### شقق إدجوود بارك
شقق إدجوود عبارة عن مجمع من أربعة مبانٍ متطابقة ، كل منها مكون من ثلاثة طوابق و 24 شقة سكنية رباعية ، تضم 480 طالبًا.

##### شقق ترياد
استحوذت الجامعة على شقق ترياد في عام 1966 وتحتوي على ثلاثة أجنحة من أربعة طوابق لكل منها. تم استخدام الطابق الأول للمبنى كمساحة للفصول الدراسية ومكتب السلامة العامة حتى تم تحويله في أوائل العقد الأول من القرن الحادي والعشرين إلى سكن للطلاب مع تكييف. كانت الطوابق الثلاثة الأخرى غير مجددة. تستوعب 378 طالبًا.

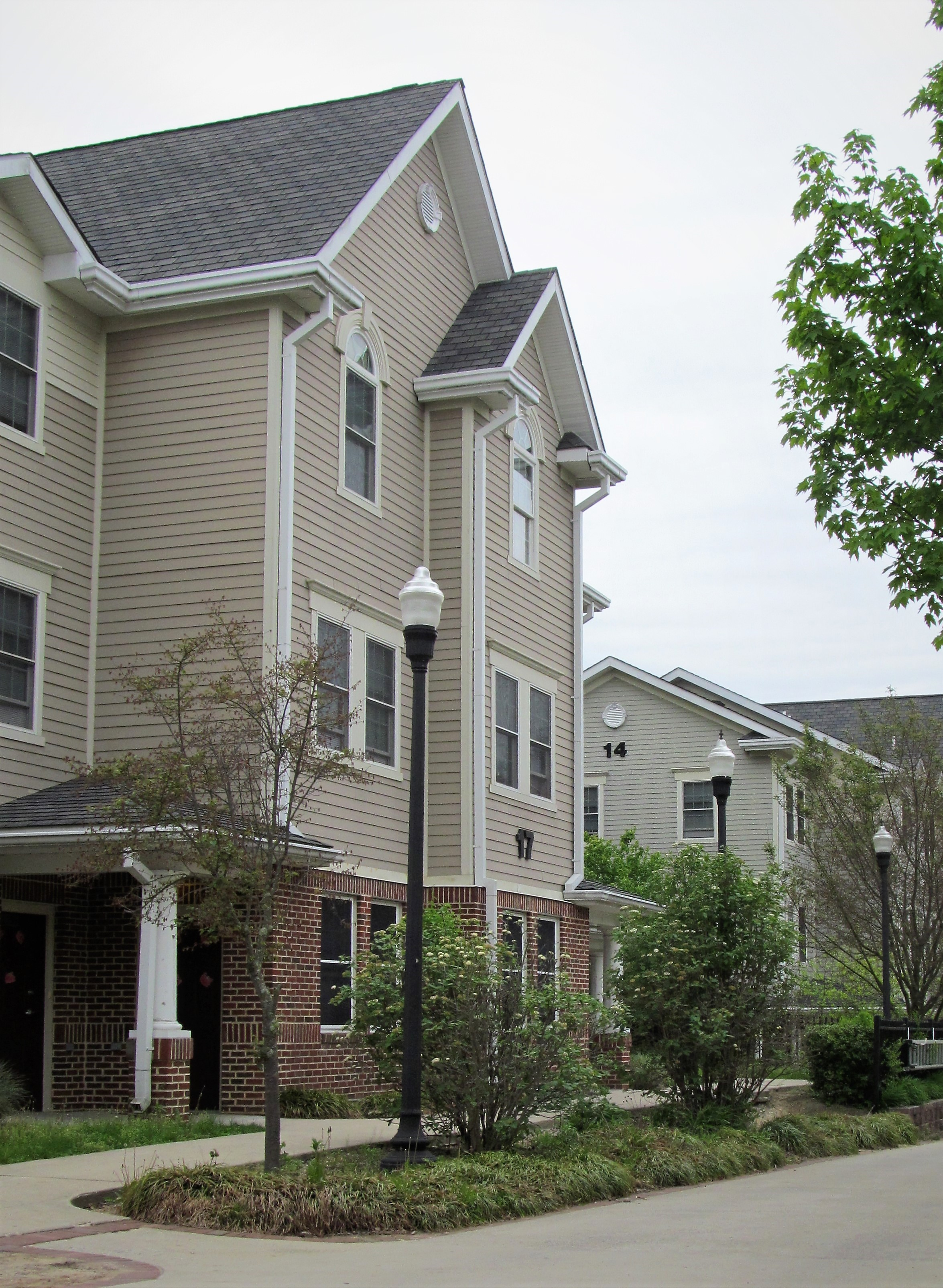
شقق تاون هاوس

##### تاون هاوس
تم بناء مجمع تاون هاوس في عام 2005 ويحتوي على 113 وحدة سكنية على طراز الشقق تستوعب 464 طالبًا في غرف فردية. يتميز المجمع منخفض الكثافة بغطاء وافر من الظل ويقع على مسافة أبعد من شارع روان بوليفارد / جلاسبورو التجاري. ومع ذلك ، يختار بعض الطلاب العيش هنا لأنه أقرب إلى معظم المباني الأكاديمية وأكثر هدوءًا من المواقع الأخرى. يوجد مرآب للسيارات من ثلاثة طوابق لاستيعاب سكان التاون هاوس.

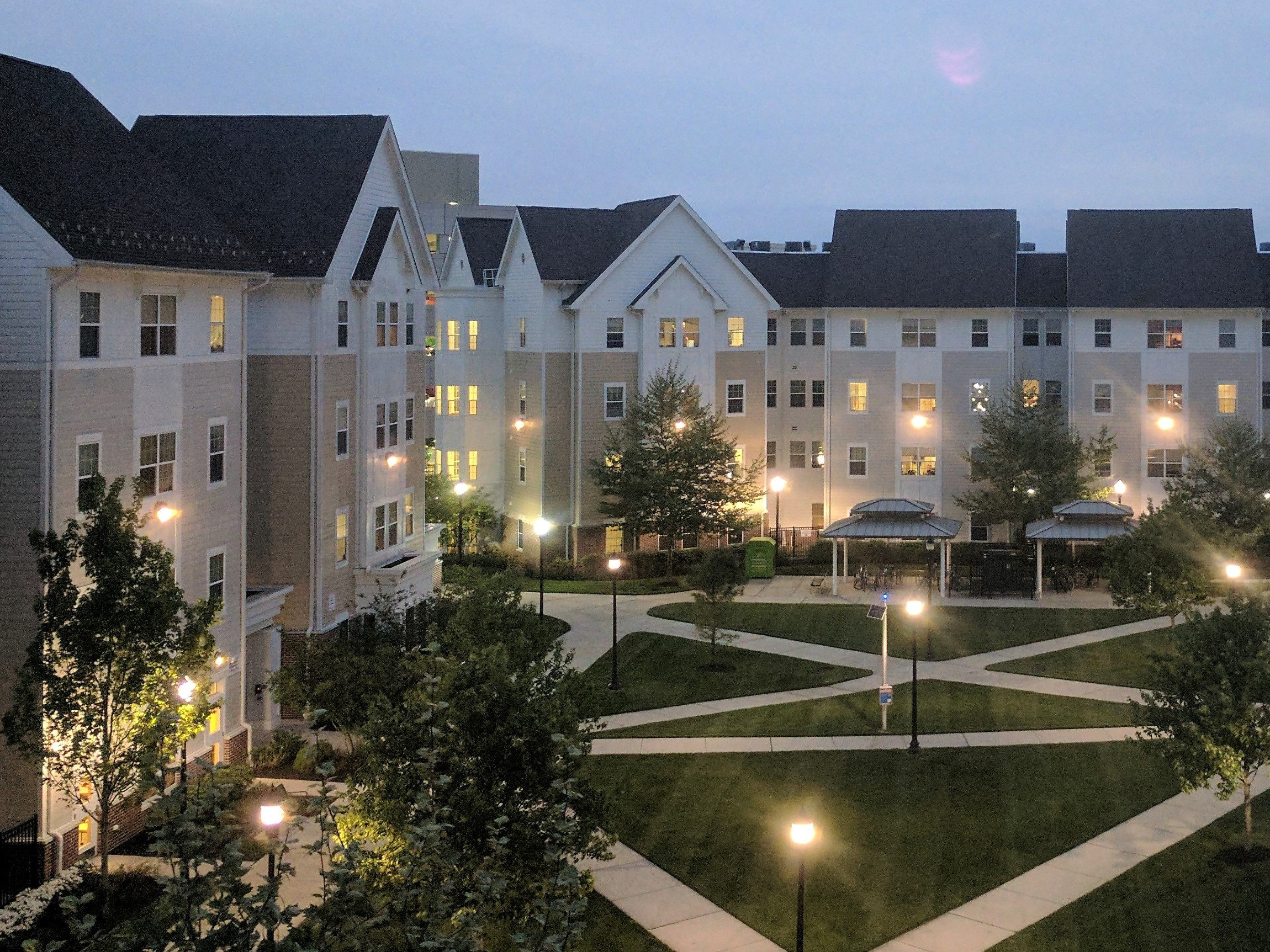
شقق روان بوليفارد

##### شقق روان بوليفارد
افتتحت شقق روان بوليفارد في سبتمبر 2009 وتحتوي على أربعة مبانٍ تضم 884 طالبًا وتقع على طول الجانب الجنوبي من طريق 322 والشارع الرئيسي. تحتوي الشقق على تكوينات من غرفة نوم واحدة وأربع غرف نوم / حمامين. تم الانتهاء من ثلاثة مبانٍ تضم 568 طالبًا للعام الدراسي 2009-2010، وتم الانتهاء من المبنى النهائي في العام التالي.

##### مركز ويتني
مركز ويتني هو مبنى متعدد الاستخدامات مكون من خمسة طوابق يقع في شارع روان بوليفارد. يحتوي الطابق الأرضي على مساحات للبيع بالتجزئة بما في ذلك أنشطة تجارية مثل بيتزا هت وسفن اليفن. تحتوي الطوابق الأربعة العلوية على سكن طلابي على طراز الشقق. يضم المبنى أيضًا جزءًا من مجتمع Rowan Honors College Living Learning Community.

###### شقق نيكزس
بدءًا من خريف عام 2017، قدمت جامعة روان خيارات إسكان على طراز الشقق في شراكة بين القطاعين العام والخاص مع Nexus Properties. تشمل المواقع 223 West High Street و 230 Victoria Street و 57 North Main Street و 114 Victoria Street. تتميز جميع هذه الشقق بتصميمات متشابهة وتتكون من تكوينات لشخصين و 4 و 6 و 8 أشخاص.

###### 220 شارع روان

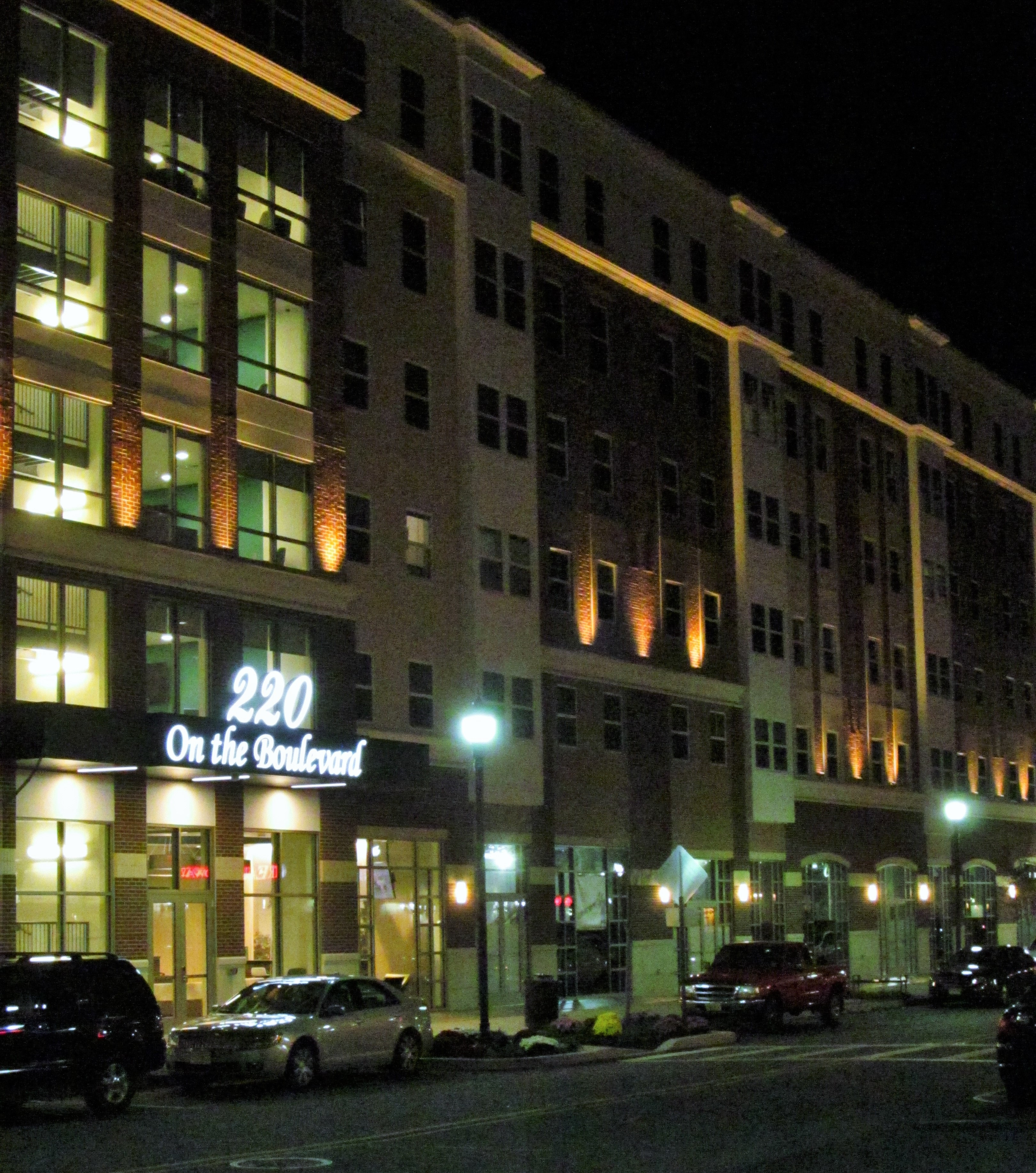
220 شارع روان في الليل

هذا المستوى 6 316,500 قدم مربع. قدم. (29400   م²) تم افتتاح المبنى الراقي في أغسطس 2015. يطلق عليه رسميًا 220 On the Boulevard ، ويمتد على طول شارع فيكتوريا ، من شارع ويتني إلى شارع روان. ثم يستدير ويمر على طول الجزء الأوسط من شارع روان إلى شارع ريدموند. يمتلك المطور Nexus Properties المبنى متعدد الاستخدامات. يضم 456 سريرًا من سكن الطلاب في 110 شقة من 4 غرف نوم و 10 شقق بغرفتين نوم. من خلال اتفاقية بين مالك المبنى وجامعة روان ، تتم إدارة الإسكان من خلال نظام روان لطلب الإسكان. يضم 220 روان بوليفارد أيضًا 57 وحدة سكنية بسعر السوق (شقق مفتوحة لعامة الناس) في الطابقين العلويين. أخيرًا ، يحتوي المبنى في الطابق الأرضي على مساحة للبيع بالتجزئة ومنشأة طبية خارجية تُدار من خلال شراكة مع Cooper Bone و Joint و Inspira Health Network.

### المنظمات الطلابية

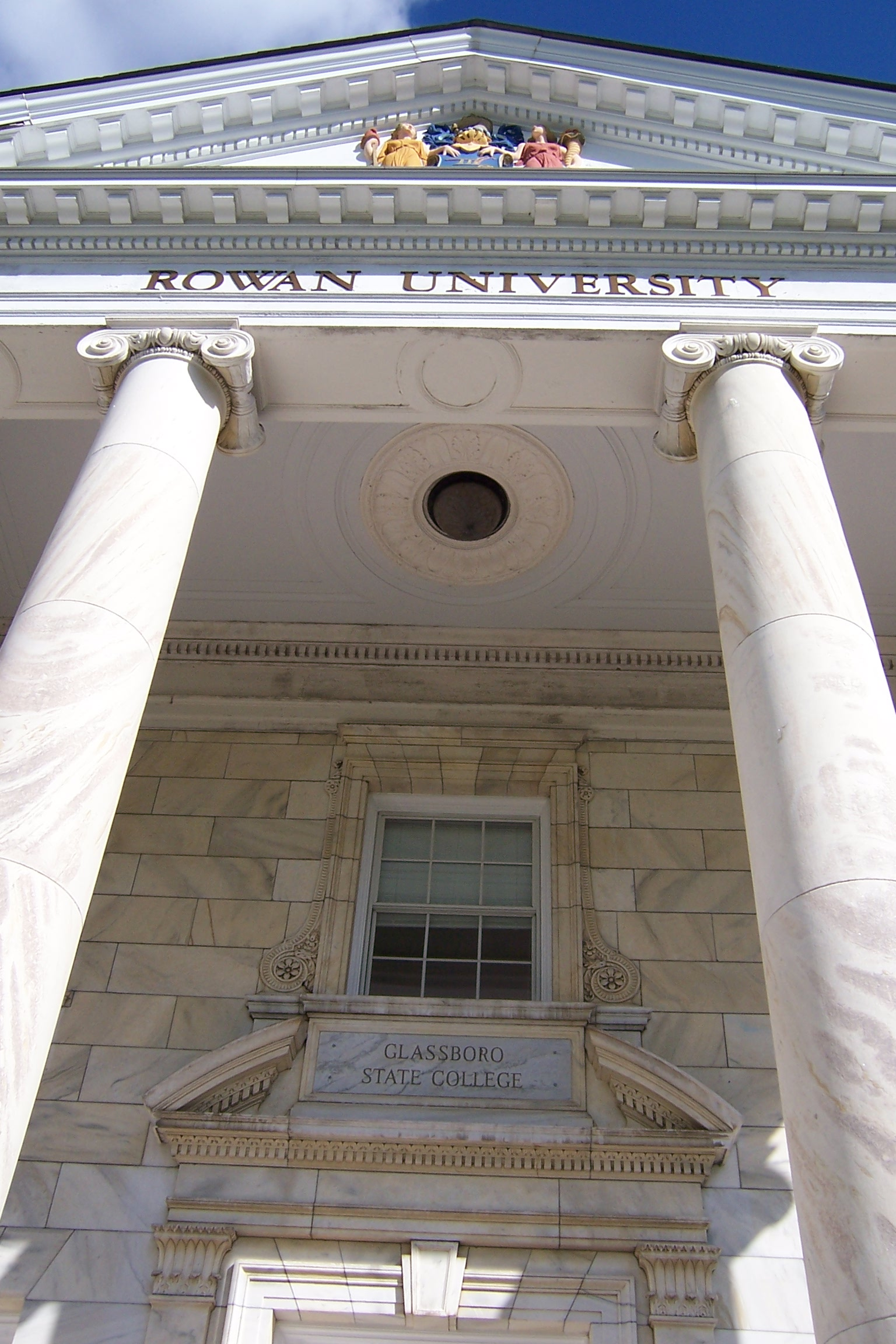
تظهر واجهة بونس كلاً من الأسماء القديمة والجديدة للمدرسة

يوجد أكثر من 100 نادي ومنظمة في جامعة روان. إلى جانب أكثر من 30 منظمة يونانية في الحرم الجامعي.
| الأخويات: - ألفا تشي رو - ألفا إبسيلون بي - ألفا فاي ألفا - ألفا فاي دلتا - ألفا فاي أوميغا - إيوتا فاي ثيتا - كابا ألفا بسي - كابا سيجما - لامدا ثيتا فاي - لامدا سيجما أبسيلون - أوميغا بسي فاي - فاي بيتا سيجما - دلتا جاما فاي - فاي كابا بسي - فاي كابا سيجما - فاي مو ألفا - بي كابا ألفا - بسي سيجما فاي - سيجما باي - سيجما ألفا إبسيلون - سيجما بيتا رو - تاو إبسيلون فاي - تاو كابا إبسيلون - تاو دلتا فاي | الجمعيات النسائية: - ألفا إبسيلون فاي - ألفا كابا ألفا - ألفا سيجما ألفا - ألفا سيجما تاو - تشي أبسيلون سيجما - دلتا فاي ابسيلون - دلتا سيجما ثيتا - لامدا ثيتا ألفا - مو سيجما أبسيلون - سيجما دلتا تاو - سيجما جاما رو - ثيتا فاي ألفا - زيتا فاي بيتا |

تقدم الأندية المستأجرة الأخرى تقاريرها إلى رابطة الطلاب الحكومية بما في ذلك البرامج الوطنية الحائزة على جوائز مثل شبكة تلفزيون روان ، و PRSSA المحلية ، وجمهوريو روان كوليدج ، ونادي روان الديمقراطي ، ومبرمجي الجامعة الطلابية (SUP). احتفلت ورشة السينما ، نادي السينما الطلابي بالجامعة ، بعيدها الثلاثين عام 2007.

### وفيات الطلاب
بعد انتحار ثلاثة طلاب في عام 2019، واجهت المدرسة انتقادات من كل من الطلاب والخريجين الحاليين لعدم توفير المزيد من موارد الصحة العقلية والدعم للطلاب.

## قصر هوليبوش
كان هوليبوش في الأصل منزل عائلة ويتني ، وكان الأول من نوعه في جنوب جيرسي. وقد شكلت سابقة معينة بطرازها المعماري الإيطالي، وتشهد الديكورات الداخلية على هذه السابقة. اثنتان من هذه الميزات الفريدة من نوعها للمنزل هي أسقف ترومبي لويل في الصالون بالإضافة إلى غرفة القمة ، والقوس الزجاجي المطلي فوق الباب الأمامي وحوله. الحجر المستخدم في بناء هوليبوش كان حجر نيوجيرسي، وهو حجر رسوبي وجد في التلال المنخفضة والتلال في جنوب جيرسي.

## وسائل النقل
تخدم خطوط حافلات New Jersey Transit 313  و 412 الجامعة. طريق الولايات المتحدة 322 (طريق موليكا هيل) يقسم الحرم الجامعي. إنها محطة مخططة على خط جلابورو– كامدن ، وهو 18 ميل (28.97 كـم) مقترحًا 18 ميل (28.97 كـم) ديزل متعدد الوحدات (DMU) نظام السكك الحديدية الخفيفة.

## خريج متميز
- دان بيكر (مواليد 1946)، مذيع فيلادلفيا فيليز PA ومذيع فيلادلفيا إيجلز السابق للسلطة الفلسطينية [78]
- جيسيكا بوينجتون ملكة جمال نيو جيرسي ، الولايات المتحدة الأمريكية 2006 [79]
- كايل كاسيدي (مواليد 1966)، مصور فوتوغرافي ومصور فيديو أمريكي [80]
- بيتي كاستور (مواليد 1941)، سياسي فلوريدا والرئيس السابق لجامعة جنوب فلوريدا [81]
- آدم تشازين (مواليد 1985)، منتج مشارك في المؤثرات البصرية في لعبة Game of Thrones.[82]
- جاك كولينز (مواليد 1943)، مدرب كرة السلة بالكلية ورئيس سابق للجمعية العامة لنيوجيرسي [83]
- جيم كوك جونيور (مواليد 1987)، صحفي وكاتب مسرحي. [بحاجة لمصدر]
- سكوت ديبيس، مخرج تلفزيوني ، The Howard Stern Show [84]
- ستيف دلدريان (مواليد 1969)، مبتكر سلسلة الرسوم المتحركة HBO The Life &amp; Times of Tim . [بحاجة لمصدر]
- ريك إيدلمان، مخطط مالي ومذيع إذاعي [85]
- ستنك قيشر (مواليد 1970)، لاعب كرة قدم وممثل في أفلام مثل Invincible و The Longest Yard.[86]
- شون تي فيتنس (مواليد 1978)، متحدث تحفيزي ومدرب لياقة ومصمم رقص اشتهر ببرامج اللياقة البدنية المنزلية T25 و Insanity و Hip-Hop Abs.[87]
- جيمي جين (مواليد 1982)، ملكة جمال ديلاوير 2006 [88]
- دينو قاعة (مواليد 1965)، يركض إلى الخلف الذي لعب في اتحاد كرة القدم الأميركي ل كليفلاند براونز.[89]
- روبرت هيجيس (1951-2012)، ممثل وشريك سابق في برنامج Welcome Back ، Kotter اشتهر بدوره كخوان إبستين ، الذي كان أستاذاً في جامعته في أوائل إلى منتصف التسعينيات.[90]
- ألين هيلبيج (مواليد 1964)، فنان ، رسام رسوم متحركة ، مصور ، رسام جسم ومصمم ويب [بحاجة لمصدر]
- كينيث لاكوفارا، مستكشف وعالم حفريات ، اشتهر باكتشاف أنواع جديدة من الديناصورات (خريج روان لعام 2004) [91]
- تريمين لي، مراسل حائز على جائزة بوليتزر [92]
- فريد هـ مادن (مواليد 1954)، عضو مجلس الشيوخ عن ولاية نيو جيرسي والمشرف السابق لشرطة ولاية نيو جيرسي.[93]
- مارلين مارشال (1941-2015)، فنانة تسجيل موسيقى R & B وموسيقى الجاز
- تيم مارشال، مضيف إذاعي ، R & B Music Hall of Fame 2013 الافتتاحي المحاضر [94]
- سورايدا مارتينيز (مواليد 1956)، فنانة ومصممة وناشطة اجتماعية معروفة بإبداع أسلوب الفن فيردادية.[95][96]
- ماري بريفيت (1932-2019)، مؤلفة كتاب أشباح الجياع ، خدمت في الجمعية العامة لنيوجيرسي ممثلة للمنطقة التشريعية السادسة من 1998 إلى 2006.[97]
- ميغان روشيل، مغنية R & B ، تركت الدراسة قبل التخرج.[98]
- باتي سميث (ولد في 1946)، الموسيقار والمغني والشاعر، عضو قاعة مشاهير الروك آند رول من شهرة [99][100]
- أوسري (1922-2002)، أول عمدة أمريكي من أصل أفريقي لمدينة أتلانتيك سيتي ، نيو جيرسي.[101]

## هيئة تدريس بارزة
- ديفيد بيانكولي ، ناقد تلفزيوني ؛ يعلم التليفزيون وتاريخ السينما [102]
- مارفن كريمر ، أستاذ الجغرافيا وأول شخص يطوف حول العالم بدون أي أدوات ملاحية [103]

## روابط خارجية
- الموقع الرسمي
- موقع ويب روان لألعاب القوى